# Radio Zinzine
Radio Zinzine est une radio associative non commerciale de la  Coopérative européenne Longo Maï autogérée et libertaire, qui diffuse ses programmes dans les Alpes-de-Haute-Provence, les Hautes-Alpes, les Bouches-du-Rhône et le Vaucluse.

## Historique

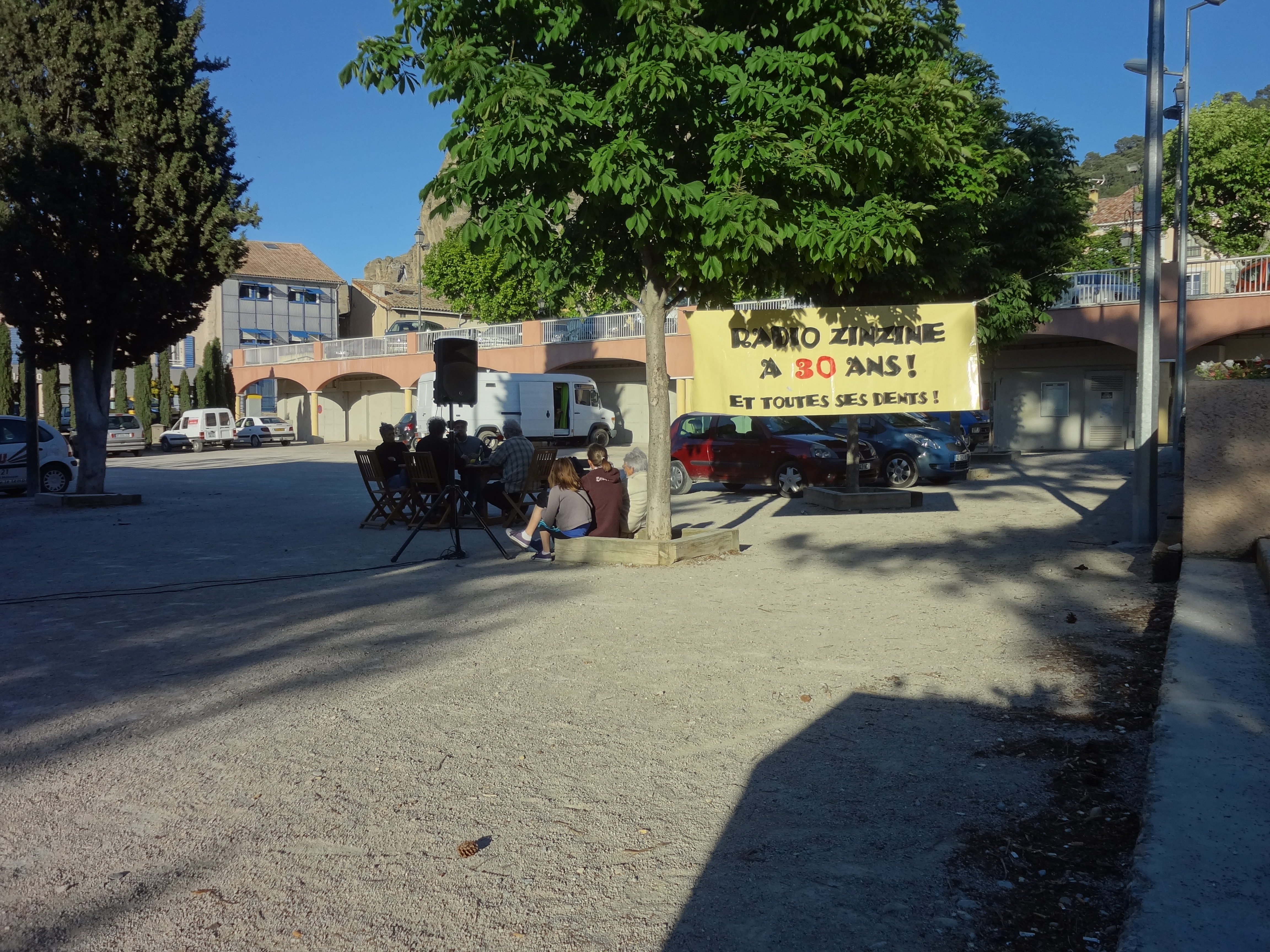
30 ans publics de Radio Zinzine

La radio est créée en 1981, au moment de la libéralisation des ondes, par des membres la communauté de Longo Maï à Limans en (Provence), qui veulent donner à la communauté un moyen d'expression afin de répondre aux attaques dont elle fait l'objet. Cette communauté, une coopérative agricole autogérée engagée dans l'économie sociale, est fondée dans les années 1970 au moment du retour à la terre, par des activistes allemands et français, notamment Roland Perrot, dit Rémi.
L'antenne s'est ensuite élargie à des animateurs qui n'étaient pas membres de la communauté et à d'autres thématiques politiques et culturelles.

## Nature des programmes
D'affinité libertaire, attachée à la défense de l'environnement et à la promotion de modes de vie alternatifs, elle diffuse des programmes sur des questions de société ou de solidarité internationale. L'antenne produit notamment des émissions géopolitiques (dont une en partenariat avec le mensuel, Le Monde diplomatique), anti-militaristes, anti-nucléaires, technocritiques et sur les pratiques autogestionnaires.
Depuis 1998, Radio Zinzine partage son antenne avec l'association Aix Ensemble sous le nom Radio Zinzine Aix. L'association produit des émissions essentiellement musicales le plus souvent en direct depuis Aix-en-Provence tous les soirs de semaine ainsi que les samedis et dimanches après-midi.
Un troisième groupe émet depuis une vigne autogérée, « La Cabrery », située dans le Luberon.

## Autres activités
Radio Zinzine publie une feuille hebdomadaire intitulée L'Ire des Chenaies, tirée et diffusée à environ 600 ex., qui commente brièvement l'actualité et informe ses auditeurs sur les émissions diffusées à l'antenne et les événements organisés autour de la radio.
Tous les ans, le premier samedi du mois de juillet, Radio Zinzine organise une fête avec les Amis de Radio Zinzine des Hautes-Alpes de soutien en invitant des groupes de musique et chansons locaux.

## Zones de couverture
Située dans une zone montagneuse, Radio Zinzine dispose de fréquences diverses en fonction du relief, ce qui lui permet d'être entendue en FM à Aix-en-Provence, Manosque, Digne-les-Bains, Sisteron, Forcalquier, Gap, Briançon, Embrun, Guillestre et Apt.
Radio Zinzine est également diffusée sur l'agglomération marseillaise en format numérique (DAB+), par la société SDN, avec qui elle travaille étroitement.